# 大分県を舞台とした作品一覧
大分県を舞台とした作品一覧（おおいたけんをぶたいとしたさくひんいちらん）は、大分県内をモチーフあるいはロケーション撮影地にした小説、映画、テレビドラマ、漫画、アニメーション等の一覧である。

## 小説
- 恩讐の彼方に（菊池寛、1919年）
- 海神丸（野上弥生子、1922年）
- 別府夜話（奥野他見男、1925年）
- 夕顔の門（吉川英治、1938年）
- 二流の人（坂口安吾、1944年）
- ただいま零匹（火野葦平、1956年）
- 波千鳥（川端康成、1956年） - 未完
- 山峡の章（松本清張、1961年）
- 風の視線（松本清張、1961年）
- 西海道談綺（松本清張、1976年）
- 不思議な石と魚の島（椋鳩十、1976年）
- 火炎城 （白石一郎、1978年）
- 銃と十字架（遠藤周作 1979年）
- あやうしズッコケ探検隊（那須正幹、1980年）
- ムッちゃんの詩（中尾町子、1982年）
- 生命燃ゆ（高杉良、1983年）
- 十角館の殺人（綾辻行人、1987年）
- 王国燃ゆ 大友宗麟（赤瀬川隼、1987年）
- 寝台特急あさかぜ 別府・唐津殺人事件（荻原秀夫、1988年）
- 特急ゆふいんの森殺人事件（西村京太郎、1990年）
- 王の挽歌（遠藤周作、1992年）
- 別府・国東殺意の旅（西村京太郎、1993年）
- 湯布院温泉殺人事件（吉村達也、1993年）
- 別府発寝台特急富士45分の殺意（峰隆一郎、1995年）
- 小説 黒田如水（童門冬二、1995年）
- 九州特急「ソニックにちりん」殺人事件（西村京太郎、1996年）
- 鉄輪温泉殺人事件（吉村達也）、1997年
- 豊後水道殺人事件（木谷恭介、1999年）
- 湯布院心中事件（西村京太郎、2000年）
- 黒田長政（石川能弘、2002年）
- レジンキャストミルク（藤原祐、2005年 - 2007年）
- 別府花ホテル 観光王と娘の夢（佐和みずえ、2006年）
- 黒田官兵衛（江宮隆之、2008年）
- 蜩ノ記（葉室麟、2011年） - 直木賞受賞作
- 湯布院・産土神の殺人（鯨統一郎、2011年）
- 潮鳴り（葉室麟、2013年）
- 九年前の祈り（小野正嗣、2014年） - 芥川賞受賞作
- わが心のジェニファー（浅田次郎、2015年）
- 春雷（葉室麟、2015年）
- 僕が愛したすべての君へ（乙野四方字、2016年）
- 君を愛したひとりの僕へ（乙野四方字、2016年）
- あおなり道場始末（葉室麟、2016年）
- 草笛物語（葉室麟、2017年）
- 宗麟の海（安部龍太郎、2017年）
- 大友二階崩れ（赤神諒、2018年）
- 大友の聖将（赤神諒、2018年）
- 大友落月記（赤神諒、2018年）
- 青空と逃げる（辻村深月、2018年）
- 万事オーライ（植松三十里、2021年）
- いっちみち（乃南アサ、2021年）
- 僕が君の名前を呼ぶから（乙野四方字、2022年）
- 居眠り磐音21 鯖雲の城（佐伯泰英）
- 大分・瓜生島伝説殺人事件（龍一京）
- 大友宗麟（海音寺潮五郎）
- 女の牧歌（壇一雄）
- 海南小記（柳田国男）
- 源叔父（国木田独歩）
- ここ過ぎて（瀬戸内晴美）
- 皿と紙ひこうき（石井睦美）
- 殉教者（加賀乙彦）
- 綱引いちゃった!（大石直紀）
- 豆腐屋の四季（松下竜一）
- 春の鳥（国木田独歩）
- 人が見たら蛙に化れ（村田喜代子）
- 姫島殺人事件（内田康夫）
- 福沢諭吉（童門冬二）
- 湯布院殺人事件（内田康夫）
- 夜明けまで（原田マハ）
- 我が愛の譜 滝廉太郎物語（郷原宏）
- 少年、私の弟子になってよ。～最弱無能な俺、聖剣学園で最強を目指す～（七菜なな、2023年～2024年）

## 古典
- 椿説弓張月（曲亭馬琴、1807年）
- 大友興廃記
- 吉四六さん
- 古事記
- 日本永代蔵
- 百合若大臣
- 豊後国風土記

## ノンフィクション
- 福翁自伝（福沢諭吉、1899年）
- 子らを偲びて（得丸正信、1983年）
- 忘れぬ保土島の惨劇（田邊國光、2009年）
- あっこと僕らが生きた夏（有村千裕）

## 随筆・紀行
- 街道をゆく8、34
- 大変結構、結構大変。ハラダ九州温泉三昧の旅（原田宗典）
- 日本百名山
- 日本百名峠
- 花の百名山

## 映画
- ただいま零匹（藤原杉雄、1957年）
- 張込み（野村芳太郎、1958年）[1]
- 続・社長漫遊記（杉江敏男、1963年）
- ある兵士の賭け（キース・エリック・バード、1970年）[1]
- 新・男はつらいよ（小林俊一、1970年）[1]
- 男はつらいよ 私の寅さん（山田洋次、1973年）[1]
- 山口組外伝 九州進攻作戦（山下耕作、1974年）
- 男はつらいよ 寅次郎わが道をゆく（山田洋次、1978年）[1]
- 復讐するは我にあり（今村昌平、1979年）[1]
- 男はつらいよ 寅次郎紙風船（山田洋次、1981年）[1]
- 男はつらいよ 花も嵐も寅次郎（山田洋次、1982年）[1]
- 国東物語（村野鐵太郎、1985年）[1]
- 乱（黒澤明、1985年）[1]
- ムッちゃんの詩（堀川弘通、1985年）
- 新・喜びも悲しみも幾歳月（木下恵介、1986年）[1]
- 男はつらいよ 寅次郎の休日（山田洋次、1990年）[1]
- 天と地と（角川春樹、1990年）[1]
- 福沢諭吉（澤井信一郎、1991年）
- 奇跡の山 さよなら、名犬平治（水島総、1992年）[1]
- わが愛の譜 滝廉太郎物語（澤井信一郎、1993年）[1]
- ゴジラvsスペースゴジラ（山下賢章、1994年） - 別府市[1]
- 顔（阪本順治、2000年）[1]
- 難波金融伝・ミナミの帝王 劇場版partXII「逆転相続」（萩庭貞明、1999年）
- なごり雪（大林宣彦、2002年） - 臼杵市など[1]
- 悲しき天使（大森一樹、2006年）[1]
- 22才の別れ Lycoris 葉見ず花見ず物語（大林宣彦、2007年） - 津久見市など[1]
- 恋空（今井夏木、2007年） - 大分市など[1]
- 逃亡くそたわけ 21歳の夏（本橋圭太、2007年）[1]
- 釣りバカ日誌19 ようこそ!鈴木建設御一行様（朝原雄三、2008年） - 佐伯市など[1]
- 隠し砦の三悪人 THE LAST PRINCESS（樋口真嗣、2008年）[1]
- デトロイト・メタル・シティ（李闘士男、2008年）[1]
- 風が強く吹いている（大森寿美男、2009年）[1]
- ワイルド7（羽住英一郎、2011年）[2]
- 種まく旅人〜みのりの茶〜（塩屋俊、2012年）[2] - 臼杵市など
- 綱引いちゃった!（水田伸生、2012年）[1] - 女子綱引きチーム「大分コスモレディースTC」を題材とした映画。
- 僕達急行 A列車で行こう（森田芳光、2012年）[2]
- カラアゲ☆USA（瀬木直貴、2014年） - 宇佐市[1]
- 100年ごはん（大林千茱萸、2014年） - 臼杵市
- 蜩ノ記（小泉堯史、2014年） - 国東市、杵築市
- みんな!エスパーだよ! (2015年)
- サブイボマスク（門馬直人、2016年） - 中津市、杵築市など（ロケ地）[1][3]
- ナミヤ雑貨店の奇蹟（廣木隆一、2017年） - 豊後高田市（ロケ地）[4]
- 栞（榊原有佑、2018年）[5]
- 引っ越し大名!（犬童一心、2019年）
- 僕が愛したすべての君へ（松本淳、2022年） - 大分市
- 君を愛したひとりの僕へ（カサヰケンイチ、2022年） - 大分市
- 春に散る（瀬々敬久、2023年） - 大分市[6]
- 52ヘルツのクジラたち（成島出、2024年） - 大分市[7]

## テレビドラマ
- 目撃者（1964年、近鉄金曜劇場）
- もう一人不龍獅子虎大友宗麟（NHK、1978年）
- ぴあの（1994年、NHK連続テレビ小説）
- 小京都ミステリー26 豊後一子相伝殺人事件（1999年） - 日田市
- 大友宗麟〜心の王国を求めて（2004年、NHK正月時代劇）
- 風のハルカ（2005年 NHK朝の連続テレビ小説）[1]
- 陽炎の辻〜居眠り磐音 江戸双紙〜（2007年 - 2010年）[1]
- 西村京太郎サスペンス 十津川警部シリーズ42 九州ひなの国殺人ルート（2009年）[1]
- あっこと僕らが生きた夏（2011年）
- 軍師官兵衛（2014年）NHK大河ドラマ
- 弱虫ペダルSeason2（2017年）[2]
- そんじょそこら商店街（2014年、NHK BSプレミアム）
- 君の足音に恋をした（2022年、NHK BSプレミアム）
- 光る君へ（2024年、NHK大河ドラマ） - 第27回で藤原宣孝が宇佐八幡宮への奉幣使として豊前へ派遣される。[8]
- 温泉若おかみの殺人推理30
- みんな!エスパーだよ!

## ゲーム
- 大分・別府ミステリー案内 歪んだ竹灯篭[9]

## 漫画
- あたしンち（けらえいこ） - 立花一家の父母が大分県出身[10]。
- 美味しんぼ
- かたるし ~ののかの国東不思議探訪~（アキヨシカズタカ）- 国東半島が舞台。
- キン肉マン（ゆでたまご） - 黄金のマスク編に登場する悪魔六騎士の地獄めぐりは別府温泉がヒントになっている。
- 県立地球防衛軍（安永航一郎）
- センゴク権兵衛（宮下英樹）- 戸次川の戦い
- チューロウ（盛田賢司）
- デトロイト・メタル・シティ（若杉公徳） - 主人公が大分県豊後大野市犬飼町出身。
- どらン猫小鉄（はるき悦巳）
- みんな!エスパーだよ!（若杉公徳）
- ReLIFE（夜宵草）[11]
- 少年のアビス (峰浪りょう) - 日田市が舞台。
- 進撃の巨人 (諫山創) - 作者が日田出身であり、山脈に囲まれた日田市を壁に囲まれた街に見立てていた。

## テレビアニメ
- あたしンち（けらえいこ） - 立花一家の父母が大分県出身[10]。
- 美味しんぼ
- デトロイト・メタル・シティ（若杉公徳） - 主人公が大分県豊後大野市犬飼町出身。
- まんが日本昔ばなし「吉作落とし」
- ReLIFE（夜宵草）[11]

## ラジオドラマ
- あおなり道場始末（NHK-FM 青春アドベンチャー）
- たきれん（NHK-FM FMシアター）
- どこに行く国東（NHK-FM FMシアター）
- 遥かな旅 蝶の道（NHKF-FM 特集オーディオドラマ）
- 蜩の記（NHK-FM　青春アドベンチャー）
- わが心のジェニファー（NHK-FM 特集オーディオドラマ）